# Blank & Jones/Diskografie
Diese Diskografie ist eine Übersicht über die musikalischen Werke des deutschen Trance- und Dance-Projektes Blank & Jones. Den Schallplattenauszeichnungen zufolge hat es bisher mehr als 180.000 Tonträger verkauft, davon alleine in seiner Heimat über 10.000. Seine erfolgreichsten Veröffentlichungen sind die Alben DJ Culture und Substance mit je über 75.000 verkauften Einheiten.

## Alben

### Studioalben
| Jahr           | Titel                 | Höchstplatzierung, Gesamtwochen, AuszeichnungChartplatzierungen (Jahr, Titel, Platzierungen, Wochen, Auszeichnungen, Anmerkungen) | Höchstplatzierung, Gesamtwochen, AuszeichnungChartplatzierungen (Jahr, Titel, Platzierungen, Wochen, Auszeichnungen, Anmerkungen) | Höchstplatzierung, Gesamtwochen, AuszeichnungChartplatzierungen (Jahr, Titel, Platzierungen, Wochen, Auszeichnungen, Anmerkungen) | Anmerkungen                              |
| Jahr           | Titel                 | DE | AT | CH | Anmerkungen                              |
| -------------- | --------------------- | --- | --- | --- | ---------------------------------------- |
| Reguläre Alben |                       | | | |                                          |
|                |                       | | | |                                          |
| 1999           | In da Mix             | DE42 (4 Wo.)DE | — | — | Erstveröffentlichung: 3. Mai 1999        |
| 2000           | DJ Culture            | DE12 (5 Wo.)DE | — | CH71 (3 Wo.)CH | Erstveröffentlichung: 8. Mai 2000        |
| 2001           | Nightclubbing         | DE10 (5 Wo.)DE | — | CH69 (3 Wo.)CH | Erstveröffentlichung: 14. Mai 2001       |
| 2002           | Substance             | DE6 (5 Wo.)DE | — | — | Erstveröffentlichung: 22. April 2002     |
| 2004           | Monument              | DE21 (7 Wo.)DE | — | — | Erstveröffentlichung: 22. März 2004      |
| 2008           | The Logic of Pleasure | DE42 (2 Wo.)DE | — | — | Erstveröffentlichung: 6. Juni 2008       |
| 2016           | DOM                   | DE38 (1 Wo.)DE | — | — | Erstveröffentlichung: 19. August 2016    |
| 2017           | #WhatWeDoAtNight      | DE47 (1 Wo.)DE | — | — | Erstveröffentlichung: 10. Februar 2017   |
| 2020           | #WhatWeDoAtNight2     | DE—DE | — | — | Erstveröffentlichung: 31. Januar 2020    |
| 2022           | #WhatWeDoAtNight3     | DE—DE | — | — | Erstveröffentlichung: 4. März 2022       |
| 2024           | #WhatWeDoAtNight4     | DE—DE | — | — | Erstveröffentlichung: 29. Oktober 2024   |
| Relax          |                       | | | |                                          |
|                |                       | | | |                                          |
| 2003           | Relax Edition One     | DE24 (6 Wo.)DE | — | — | Erstveröffentlichung: 7. April 2003      |
| 2005           | Relax Edition Two     | DE45 (3 Wo.)DE | — | — | Erstveröffentlichung: 23. September 2005 |
| 2007           | Relax Edition Three   | DE74 (2 Wo.)DE | — | — | Erstveröffentlichung: 30. März 2007      |
| 2009           | Relax Edition Four    | DE26 (3 Wo.)DE | — | — | Erstveröffentlichung: 17. April 2009     |
| 2010           | Relax Edition Five    | DE15 (5 Wo.)DE | — | — | Erstveröffentlichung: 25. Juni 2010      |
| 2011           | Relax Edition Six     | DE20 (3 Wo.)DE | — | CH85 (1 Wo.)CH | Erstveröffentlichung: 17. Juni 2011      |
| 2012           | Relax Edition Seven   | DE12 (3 Wo.)DE | AT60 (1 Wo.)AT | CH25 (2 Wo.)CH | Erstveröffentlichung: 20. Juli 2012      |
| 2014           | Relax Edition Eight   | DE21 (1 Wo.)DE | AT64 (1 Wo.)AT | CH8 a (1 Wo.)CH | Erstveröffentlichung: 29. August 2014    |
| 2015           | Relax Edition Nine    | DE21 (3 Wo.)DE | — | CH30 (1 Wo.)CH | Erstveröffentlichung: 17. Juli 2015      |
| 2017           | Relax Edition 10      | DE25 (2 Wo.)DE | AT72 (1 Wo.)AT | CH55 (1 Wo.)CH | Erstveröffentlichung: 7. Juli 2017       |
| 2018           | Relax Edition 11      | DE16 (2 Wo.)DE | AT58 (1 Wo.)AT | CH32 (1 Wo.)CH | Erstveröffentlichung: 3. August 2018     |
| 2020           | Relax Edition 12      | DE38 (1 Wo.)DE | — | CH58 (1 Wo.)CH | Erstveröffentlichung: 26. Juni 2020      |
| 2021           | Relax Edition 13      | DE24 (1 Wo.)DE | — | CH29 (1 Wo.)CH | Erstveröffentlichung: 6. August 2021     |
| 2022           | Relax Edition 14      | DE68 (1 Wo.)DE | — | CH95 (1 Wo.)CH | Erstveröffentlichung: 23. September 2022 |
| 2024           | Relax Edition 15      | DE65 (1 Wo.)DE | — | — | Erstveröffentlichung: 12. Juli 2024      |

Weitere Studioalben
- 2012: Relax Jazzed (DE: Gold (German Jazz Award))

### Kompilationen
| Jahr | Titel                                    | Höchstplatzierung, Gesamtwochen, AuszeichnungChartplatzierungen (Jahr, Titel, Platzierungen, Wochen, Auszeichnungen, Anmerkungen) | Höchstplatzierung, Gesamtwochen, AuszeichnungChartplatzierungen (Jahr, Titel, Platzierungen, Wochen, Auszeichnungen, Anmerkungen) | Höchstplatzierung, Gesamtwochen, AuszeichnungChartplatzierungen (Jahr, Titel, Platzierungen, Wochen, Auszeichnungen, Anmerkungen) | Anmerkungen                           |
| Jahr | Titel                                    | DE | AT | CH | Anmerkungen                           |
| ---- | ---------------------------------------- | --- | --- | --- | ------------------------------------- |
| 2006 | The Singles                              | DE36 (3 Wo.)DE | — | — | Erstveröffentlichung: 12. Mai 2006    |
| 2013 | Relax – The Best of a Decade (2003–2013) | DE28 (4 Wo.)DE | AT58 (1 Wo.)AT | — | Erstveröffentlichung: 7. Juni 2013    |
| 2023 | The Best of Relax – 20 Years (2003–2023) | DE76 (1 Wo.)DE | — | — | Erstveröffentlichung: 11. August 2023 |

Weitere Kompilationen
- 2003: The Mix Package

### EPs
- 2000: DJ Culture EP
- 2004: Perfect Silence EP
- 2007: Relax Edition Sun EP
- 2007: Relax Edition 2 Sun EP
- 2007: Relax Edition 3 Sun EP

### Mix-Alben
| Jahr                | Titel                         | Höchstplatzierung, Gesamtwochen, AuszeichnungChartplatzierungen (Jahr, Titel, Platzierungen, Wochen, Auszeichnungen, Anmerkungen) | Höchstplatzierung, Gesamtwochen, AuszeichnungChartplatzierungen (Jahr, Titel, Platzierungen, Wochen, Auszeichnungen, Anmerkungen) | Höchstplatzierung, Gesamtwochen, AuszeichnungChartplatzierungen (Jahr, Titel, Platzierungen, Wochen, Auszeichnungen, Anmerkungen) | Anmerkungen                             |
| Jahr                | Titel                         | DE | AT | CH | Anmerkungen                             |
| ------------------- | ----------------------------- | --- | --- | --- | --------------------------------------- |
| Milchbar // Seaside |                               | | | |                                         |
|                     |                               | | | |                                         |
| 2009                | Milchbar // Seaside Season 1  | — | — | — | Erstveröffentlichung: 26. Juni 2009     |
| 2010                | Milchbar // Seaside Season 2  | — | — | — | Erstveröffentlichung: 30. April 2010    |
| 2011                | Milchbar // Seaside Season 3  | DE17 a (4 Wo.)DE | — | — | Erstveröffentlichung: 15. April 2011    |
| 2012                | Milchbar // Seaside Season 4  | DE11 a (3 Wo.)DE | AT66 (1 Wo.)AT | CH19 a (1 Wo.)CH | Erstveröffentlichung: 30. März 2012     |
| 2013                | Milchbar // Seaside Season 5  | DE9 a (6 Wo.)DE | AT61 (1 Wo.)AT | CH8 a (2 Wo.)CH | Erstveröffentlichung: 22. März 2013     |
| 2014                | Milchbar // Seaside Season 6  | DE4 a (4 Wo.)DE | AT59 (1 Wo.)AT | — | Erstveröffentlichung: 21. März 2014     |
| 2015                | Milchbar // Seaside Season 7  | DE4 a (5 Wo.)DE | AT62 (1 Wo.)AT | CH6 a (1 Wo.)CH | Erstveröffentlichung: 3. April 2015     |
| 2016                | Milchbar // Seaside Season 8  | DE7 a (3 Wo.)DE | AT53 (1 Wo.)AT | CH7 a (1 Wo.)CH | Erstveröffentlichung: 8. April 2016     |
| 2017                | Milchbar // Seaside Season 9  | DE7 a (6 Wo.)DE | AT13 a (1 Wo.)AT | CH15 a (1 Wo.)CH | Erstveröffentlichung: 7. April 2017     |
| 2018                | Milchbar // Seaside Season 10 | DE4 a (10 Wo.)DE | AT9 a (1 Wo.)AT | CH4 a (3 Wo.)CH | Erstveröffentlichung: 6. April 2018     |
| 2019                | Milchbar // Seaside Season 11 | DE6 a (8 Wo.)DE | AT12 a (1 Wo.)AT | — | Erstveröffentlichung: 26. April 2019    |
| 2020                | Milchbar // Seaside Season 12 | DE1 a (12 Wo.)DE | AT4 a (2 Wo.)AT | CH2 a (3 Wo.)CH | Erstveröffentlichung: 17. April 2020    |
| 2021                | Milchbar // Seaside Season 13 | DE5 a (9 Wo.)DE | AT9 a (1 Wo.)AT | CH3 a (2 Wo.)CH | Erstveröffentlichung: 09. April 2021    |
| 2022                | Milchbar // Seaside Season 14 | DE4 a (8 Wo.)DE | AT8 a (2 Wo.)AT | CH3 a (2 Wo.)CH | Erstveröffentlichung: 29. April 2022    |
| 2023                | Milchbar // Seaside Season 15 | DE4 a (7 Wo.)DE | AT11 a (1 Wo.)AT | CH3 a (2 Wo.)CH | Erstveröffentlichung: 21. April 2023    |
| 2024                | Milchbar // Seaside Season 16 | DE3 a (2 Wo.)DE | — | CH4 a (1 Wo.)CH | Erstveröffentlichung: 5. April 2024     |
| So80s               |                               | | | |                                         |
|                     |                               | | | |                                         |
| 2010                | So80s (SoEighties) 2          | DE18 a (5 Wo.)DE | — | — | Erstveröffentlichung: 26. März 2010     |
| 2010                | So80s (SoEighties) 3          | DE9 a (4 Wo.)DE | — | — | Erstveröffentlichung: 3. September 2010 |
| 2011                | So80s (SoEighties) 4          | DE12 a (3 Wo.)DE | — | — | Erstveröffentlichung: 7. Januar 2011    |
| 2011                | So80s (SoEighties) 5          | DE7 a (4 Wo.)DE | — | — | Erstveröffentlichung: 20. Mai 2011      |
| 2011                | So80s (SoEighties) 6          | DE9 a (3 Wo.)DE | — | — | Erstveröffentlichung: 7. Oktober 2011   |
| 2012                | So90s (SoNineties)            | DE14 a (2 Wo.)DE | — | — | Erstveröffentlichung: 2. März 2012      |
| 2012                | So80s (SoEighties) 7 Ibiza    | DE11 a (2 Wo.)DE | — | — | Erstveröffentlichung: 1. Juni 2012      |
| 2013                | So80s (SoEighties) 8          | DE3 a (3 Wo.)DE | AT18 a (1 Wo.)AT | CH16 a (1 Wo.)CH | Erstveröffentlichung: 3. Mai 2013       |
| 2015                | So80s (SoEighties) 9          | DE8 a (3 Wo.)DE | — | — | Erstveröffentlichung: 6. Februar 2015   |
| 2016                | So80s (SoEighties) 10         | DE4 a (2 Wo.)DE | — | CH12 a (1 Wo.)CH | Erstveröffentlichung: 10. Juni 2016     |
| 2018                | So80s (SoEighties) 11         | DE11 a (2 Wo.)DE | — | — | Erstveröffentlichung: 5. Januar 2018    |
| 2019                | So80s (SoEighties) 12         | DE3 a (4 Wo.)DE | AT14 a (1 Wo.)AT | CH2 a (1 Wo.)CH | Erstveröffentlichung: 12. August 2019   |
| 2019                | So80s (SoEighties) 13         | DE4 a (3 Wo.)DE | AT17 a (1 Wo.)AT | CH11 a (1 Wo.)CH | Erstveröffentlichung: 12. August 2019   |
| Chilltronica        |                               | | | |                                         |
|                     |                               | | | |                                         |
| 2013                | Chilltronica N°4              | DE30 a (1 Wo.)DE | — | — | Erstveröffentlichung: 29. November 2013 |
| 2017                | Chilltronica N°6              | DE19 a (1 Wo.)DE | — | — | Erstveröffentlichung: 17. November 2017 |

Weitere Mix-Alben
- 2002: The Mix Volume 1
- 2003: The Mix Volume 2
- 2004: The Mix Volume 3
- 2008: Chilltronica
- 2009: Eat Raw for Breakfast
- 2009: Reordered (mit Mark Reeder)
- 2009: So80s (SoEighties)
- 2010: Chilltronica No. 2
- 2011: Chilltronica No. 3
- 2015: Chilltronica No. 5

## Singles

### Als Leadmusiker
| Jahr | Titel Album                               | Höchstplatzierung, Gesamtwochen, AuszeichnungChartplatzierungen (Jahr, Titel, Album, Platzierungen, Wochen, Auszeichnungen, Anmerkungen) | Höchstplatzierung, Gesamtwochen, AuszeichnungChartplatzierungen (Jahr, Titel, Album, Platzierungen, Wochen, Auszeichnungen, Anmerkungen) | Höchstplatzierung, Gesamtwochen, AuszeichnungChartplatzierungen (Jahr, Titel, Album, Platzierungen, Wochen, Auszeichnungen, Anmerkungen) | Höchstplatzierung, Gesamtwochen, AuszeichnungChartplatzierungen (Jahr, Titel, Album, Platzierungen, Wochen, Auszeichnungen, Anmerkungen) | Anmerkungen                                                 |
| Jahr | Titel Album                               | DE | AT | CH | UK | Anmerkungen                                                 |
| ---- | ----------------------------------------- | --- | --- | --- | --- | ----------------------------------------------------------- |
| 1998 | Heartbeat In da Mix                       | DE56 (2 Wo.)DE | — | — | — | Erstveröffentlichung: 30. März 1998                         |
| 1998 | Flying to the Moon In da Mix              | DE40 (9 Wo.)DE | — | — | — | Erstveröffentlichung: 9. November 1998                      |
| 1999 | Cream In da Mix                           | DE32 (9 Wo.)DE | — | CH45 (1 Wo.)CH | UK24 (3 Wo.)UK | Erstveröffentlichung: 19. April 1999                        |
| 1999 | After Love In da Mix                      | DE23 (9 Wo.)DE | — | — | UK57 (1 Wo.)UK | Erstveröffentlichung: 16. August 1999                       |
| 2000 | The Nightfly DJ Culture                   | DE19 (9 Wo.)DE | — | CH58 (12 Wo.)CH | UK55 (2 Wo.)UK | Erstveröffentlichung: 25. April 2000                        |
| 2000 | DJ Culture                                | DE31 (7 Wo.)DE | — | CH85 (2 Wo.)CH | — | Erstveröffentlichung: 4. September 2000                     |
| 2000 | Beyond Time Nightclubbing                 | DE22 (9 Wo.)DE | AT56 (5 Wo.)AT | CH87 (5 Wo.)CH | UK53 (2 Wo.)UK | Erstveröffentlichung: 24. November 2000                     |
| 2001 | DJ’s Fans & Freaks (D.F.F.) Nightclubbing | DE37 (9 Wo.)DE | AT50 (7 Wo.)AT | — | UK45 (2 Wo.)UK | Erstveröffentlichung: 23. April 2001                        |
| 2002 | Desire Substance                          | DE10 (9 Wo.)DE | AT47 (5 Wo.)AT | CH60 (4 Wo.)CH | — | Erstveröffentlichung: 11. Februar 2002                      |
| 2002 | Watching the Waves Substance              | DE34 (7 Wo.)DE | — | — | — | Erstveröffentlichung: 8. Juli 2002                          |
| 2002 | The Hardest Heart Relax                   | DE22 (9 Wo.)DE | — | — | — | Erstveröffentlichung: 11. November 2002 feat. Anne Clark    |
| 2003 | A Forest Monument                         | DE14 (9 Wo.)DE | — | — | — | Erstveröffentlichung: 15. September 2003 feat. Robert Smith |
| 2004 | Mind of the Wonderful Monument            | DE26 (12 Wo.)DE | — | CH93 (1 Wo.)CH | — | Erstveröffentlichung: 13. April 2004 feat. Elles de Graaf   |
| 2004 | Perfect Silence Monument                  | DE46 (7 Wo.)DE | — | — | — | Erstveröffentlichung: 12. Juli 2004 feat. Bobo              |
| 2005 | Revealed Relax 2                          | DE84 (4 Wo.)DE | — | — | — | Erstveröffentlichung: 7. Oktober 2005                       |
| 2006 | Catch The Singles                         | DE36 (8 Wo.)DE | AT68 (1 Wo.)AT | — | — | Erstveröffentlichung: 21. April 2004 feat. Elles de Graaf   |
| 2006 | Sound of Machines The Singles             | DE82 (4 Wo.)DE | — | — | — | Erstveröffentlichung: 20. Oktober 2006                      |
| 2008 | Miracle Cure The Logic of Pleasure        | DE90 (1 Wo.)DE | — | — | — | Erstveröffentlichung: 30. Mai 2008 feat. Bernard Sumner     |

Weitere Singles
- 1997: Sunrise
- 2003: Summer Sun
- 2007: City Lights
- 2008: California Sunset
- 2008: Where You Belong (feat. Bobo)
- 2009: Relax (Your Mind) (feat. Jason Caesar)
- 2009: Lazy Life (feat. Jason Caesar)
- 2010: Miracle Man (mit Cathy Battistessa)
- 2010: KooKoo (vs. Martin Roth)
- 2010: People Are Still Having Sex
- 2011: Pura Vida (feat. Jason Caesar)
- 2016: April

### Als Gastmusiker
| Jahr | Titel Album     | Höchstplatzierung, Gesamtwochen, AuszeichnungChartplatzierungen (Jahr, Titel, Album, Platzierungen, Wochen, Auszeichnungen, Anmerkungen) | Höchstplatzierung, Gesamtwochen, AuszeichnungChartplatzierungen (Jahr, Titel, Album, Platzierungen, Wochen, Auszeichnungen, Anmerkungen) | Höchstplatzierung, Gesamtwochen, AuszeichnungChartplatzierungen (Jahr, Titel, Album, Platzierungen, Wochen, Auszeichnungen, Anmerkungen) | Höchstplatzierung, Gesamtwochen, AuszeichnungChartplatzierungen (Jahr, Titel, Album, Platzierungen, Wochen, Auszeichnungen, Anmerkungen) | Anmerkungen                                                                    |
| Jahr | Titel Album     | DE | AT | CH | UK | Anmerkungen                                                                    |
| ---- | --------------- | --- | --- | --- | --- | ------------------------------------------------------------------------------ |
| 1998 | Too Much Rain – | DE13 (13 Wo.)DE | — | CH21 (4 Wo.)CH | — | Erstveröffentlichung: 28. Dezember 1998 mit United Deejays for Central America |
| 2002 | Reach Out –     | DE27 (7 Wo.)DE | — | — | — | Erstveröffentlichung: 30. September 2002 mit Dance United                      |
| 2005 | Help! Asia –    | DE43 (6 Wo.)DE | — | — | — | Erstveröffentlichung: 24. Januar 2005 mit Dance United                         |

## Videoalben und Musikvideos

### Videoalben
- 2002: The Hardest Heart (DVD-Single)
- 2004: Perfect Silence (DVD-Single)
- 2006: The Singles

### Musikvideos
| Jahr | Titel                        | Regisseur        |
| ---- | ---------------------------- | ---------------- |
| 1998 | Heartbeat                    |                  |
| 1998 | Flying to the Moon           |                  |
| 1999 | Cream                        |                  |
| 1999 | After Love                   |                  |
| 2000 | The Nightfly                 |                  |
| 2000 | DJ Culture                   |                  |
| 2000 | Beyond Time                  |                  |
| 2001 | DJ’s Fans & Freaks (D.F.F.)  |                  |
| 2002 | Desire                       |                  |
| 2002 | Watching the Waves           | David Incorvaia  |
| 2002 | The Hardest Heart            |                  |
| 2003 | A Forest                     | Robert Bröllochs |
| 2004 | Mind of the Wonderful        |                  |
| 2004 | Perfect Silence              | Thomas Jahn      |
| 2005 | Revealed                     |                  |
| 2006 | Catch                        |                  |
| 2006 | Flowtation                   |                  |
| 2006 | Flaming June                 |                  |
| 2006 | Perfect Silence (US Version) |                  |
| 2006 | Sound of Machines            |                  |
| 2008 | Miracle Cure                 |                  |

## Produktionen (Singles)
- Anne Clark

2003: Sleeper in Metropolis 3000
- Daniela Katzenberger

2010: Nothing’s Gonna Stop Me Now
- Freddie Mercury

2006: Love Kills – Sunshine People Remix 2006
- Gorgeous

1997: Don’t Stop
1997: I’m Gorgeous
- Hubert Kah

2005: No Rain
- Sandra

2012: MayBe Tonight

### Chartplatzierungen
| Jahr | Titel Interpretation                             | Höchstplatzierung, Gesamtwochen, AuszeichnungChartplatzierungen (Jahr, Titel, Interpretation, Platzierungen, Wochen, Auszeichnungen, Anmerkungen) | Höchstplatzierung, Gesamtwochen, AuszeichnungChartplatzierungen (Jahr, Titel, Interpretation, Platzierungen, Wochen, Auszeichnungen, Anmerkungen) | Höchstplatzierung, Gesamtwochen, AuszeichnungChartplatzierungen (Jahr, Titel, Interpretation, Platzierungen, Wochen, Auszeichnungen, Anmerkungen) | Höchstplatzierung, Gesamtwochen, AuszeichnungChartplatzierungen (Jahr, Titel, Interpretation, Platzierungen, Wochen, Auszeichnungen, Anmerkungen) | Anmerkungen                          |
| Jahr | Titel Interpretation                             | DE | AT | CH | UK | Anmerkungen                          |
| ---- | ------------------------------------------------ | --- | --- | --- | --- | ------------------------------------ |
| 2010 | Nothing’s Gonna Stop Me Now Daniela Katzenberger | DE19 (10 Wo.)DE | AT14 (5 Wo.)AT | CH60 (1 Wo.)CH | — | Erstveröffentlichung: 6. August 2010 |

## Remixe
- 1998: Basic Connection – Angel (Don’t Cry) (Blank & Jones Remix)
- 1998: Sash! – La Primavera (Blank & Jones Mix)
- 1998: Syntone – Heal My World (Blank & Jones Mix)
- 1998: Dario G – Sunmachine (Blank & Jones Mix)
- 1998: Humate – Love Stimulation (Blank & Jones Mix)
- 1998: United Deejays – Too Much Rain (Blank & Jones vs. Gorgeous Mix)
- 1998: Dune – Electric Heaven (Blank & Jones Club Cut)
- 1998: Yello vs. Hardfloor – Vicious Games (Blank & Jones Mix)
- 1999: Liquid Love – Sweet Harmony (Blank & Jones Mix)
- 1999: Mauro Picotto – Iguana (Blank & Jones Remix)
- 1999: Storm – Love Is Here to Stay (Blank & Jones Mix)
- 2001: Perpetuous Dreamer – The Sound of Goodbye (Blank & Jones Mix)
- 2001: Fragma – You Are Alive (Blank & Jones Remix)
- 2001: Die Ärzte – Rock’n Roll Übermensch (Blank & Jones Mix)
- 2002: Pet Shop Boys – Home & Dry (Blank & Jones Dub)
- 2002: Pet Shop Boys – Home & Dry (Blank & Jones Mix)
- 2003: Pet Shop Boys – Love Comes Quickly (Blank & Jones 2003 Mix)
- 2003: RMB – Beauty of Simplicity (Blank & Jones Retouch)
- 2003: RMB – ReReality (Blank & Jones Remix)
- 2003: Wolfsheim – Wundervoll (Blank & Jones Remix)
- 2003: Evolution feat. Jayn Hanna – Walking on Fire (Blank & Jones Remix)
- 2003: Chicane – Love on the Run (Blank & Jones Dub Remix)
- 2003: Chicane – Love on the Run (Blank & Jones Remix)
- 2007: Delerium – Lost & Found (Blank & Jones Radio Mix)
- 2007: Delerium – Lost & Found (Blank & Jones Late Night Mix)
- 2007: Delerium – Lost & Found (Blank & Jones Electrofied Mix)
- 2009: Johnny Hates Jazz – I Don’t Want to Be a Hero (Blank & Jones Remix)

## Boxsets
- 2004: Special Box

## Statistik

### Chartauswertung
|                     | DE     | AT     | CH     | UK    |
| ------------------- | ------ | ------ | ------ | ----- |
| Nummer-eins-Alben   | DE—DE  | AT—AT  | CH—CH  | UK—UK |
| Top-10-Alben        | DE2DE  | AT—AT  | CH—CH  | UK—UK |
| Alben in den Charts | DE25DE | AT10AT | CH10CH | UK—UK |

|                       | DE     | AT    | CH    | UK    |
| --------------------- | ------ | ----- | ----- | ----- |
| Nummer-eins-Singles   | DE—DE  | AT—AT | CH—CH | UK—UK |
| Top-10-Singles        | DE1DE  | AT—AT | CH—CH | UK—UK |
| Singles in den Charts | DE21DE | AT4AT | CH7CH | UK5UK |

### Auszeichnungen für Musikverkäufe
| Silberne Schallplatte - Europa (Impala) - 2011: für das Album Monument Goldene Schallplatte - Europa (Impala) - 2012: für das Album Substance - 2014: für das Album DJ Culture |

Anmerkung: Auszeichnungen in Ländern aus den Charttabellen bzw. Chartboxen sind in ebendiesen zu finden.
| Land/RegionAuszeichnungen für Musikverkäufe (Land/Region, Auszeichnungen, Verkäufe, Quellen) | Silber  | Gold     | Platin | Verkäufe  | Quellen           |
| -------------------------------------------------------------------------------------------- | ------- | -------- | ------ | --------- | ----------------- |
| Deutschland (BVMI)                                                                           | —       | Gold1    | —      | 10.000    | musikindustrie.de |
| Europa (Impala)                                                                              | Silber1 | 2× Gold2 | —      | (170.000) | Einzelnachweise   |
| Insgesamt                                                                                    | Silber1 | 3× Gold3 | —      |           |                   |